# Potencjalnie niebezpieczne obiekty
Potencjalnie niebezpieczne obiekty (PHO, ang. Potentially Hazardous Objects) – ciała niebieskie poruszające się wokół Słońca po orbitach przecinających orbitę Ziemi lub znajdujących się w jej pobliżu. Z powodu możliwych zbliżeń do Ziemi, mogą one zderzyć się z nią, czego skutkiem mogą być wielkie zniszczenia na powierzchni Ziemi, a nawet zmiany klimatyczne. Mianem potencjalnie niebezpiecznego obiektu określa się kometę lub planetoidę mającą co najmniej 150 metrów średnicy, mogącą zbliżać się do orbity Ziemi na odległość nie większą niż 7,48 milionów kilometrów.
- Potencjalnie niebezpieczna asteroida (PHA, ang. Potentially Hazardous Asteroid) – stanowią 100% obecnie znanych obiektów. Planetoidy te, zbliżając się do orbity Ziemi bądź ją przecinając, nie muszą znajdować się na kursie kolizyjnym z Ziemią. Rozmiar obiektu wyznacza się za pomocą jego absolutnej wielkości gwiazdowej. Jeżeli wynosi 22m, to znaczy, że obiekt ma średnicę od 110 do 240 metrów i stanowi zagrożenie dla Ziemi. Do 4 stycznia 2020 zidentyfikowano 2026 PHA[3].

- Potencjalnie niebezpieczna kometa (PHC, ang. Potentially Hazardous Comet) – obiekty te stanowią niewielki ułamek obserwowalnych PHO; obecnie nie ma skatalogowanych potencjalnie niebezpiecznych komet. Trudno oszacować zagrożenie z ich strony i nawet duża kometa, znajdująca się na kursie kolizyjnym z Ziemią, może nie zostać wykryta, dopóki nie znajdzie się w dostatecznie małej odległości.

W przeszłości Ziemia niejednokrotnie zderzała się z obiektami różnej wielkości; na jej powierzchni potwierdzono (do stycznia 2020 roku) istnienie 190 kraterów uderzeniowych. Najbardziej prawdopodobnym powodem wyginięcia dinozaurów była właśnie taka katastrofa kosmiczna.